# Anisoneura papuana
Anisoneura papuana är en fjärilsart som beskrevs av George Francis Hampson 1913. Anisoneura papuana ingår i släktet Anisoneura och familjen nattflyn. Inga underarter finns listade i Catalogue of Life.